# 王頍
王 頍（おう き、551年 - 604年）は、北周・隋の儒学者。字は景文。本貫は太原郡祁県。

## 経歴
南朝梁の太尉の王僧弁の子として生まれた。554年（承聖3年）、西魏の于謹の軍が江陵を陥落させると、兄の王頒らとともに関中に入った。若くして遊侠を好み、20歳になっても書を知らなかった。兄の王顒の叱責を受けて、はじめて『孝経』と『論語』を読み、読書に目覚めて『春秋左氏伝』・『礼記』・『易経』・『詩経』・『書経』を読んだ。学問を重ねて五経の大意に通じ、儒者と呼ばれるようになった。22歳のときに北周の武帝に召されて露門学士となり、五経の疑問点を解決するのに多くは王頍の説が採られた。諸子を好んで読み、異説を書きとめ、当時において博物と称された。
585年（隋の開皇5年）、著作佐郎に任じられた。まもなく国子において講義をおこなった。隋の文帝が釈奠を執りおこない、国子祭酒の元善が『孝経』を講義すると、王頍は元善と激しい議論をおこない、詞義をめぐって元善がたびたび言い負かされた。文帝はこれを見て、王頍を国子博士に抜擢した。後に事件に連座して解職され、嶺南に流されて辺境防備にあたった。数年後、漢王楊諒の下で王府諮議参軍に任用された。楊諒は皇太子楊勇や秦王楊俊・蜀王楊秀といった兄弟たちが次々と追い落とされるのを見て、次第と異心を抱くようになった。王頍はひそかに軍備を強化するよう楊諒に勧めた。604年（仁寿4年）、文帝が死去すると、楊諒は挙兵して反乱を起こした。王頍はたびたび奇策を進言したが、楊諒は用いることができなかった。楊素の討伐軍が蒿沢に到達すると、王頍は敗北を予見しながらも決戦し、敗走した。突厥に亡命するべく、山中に逃れたが、退路を断たれると自殺して、遺体は石窟中に置かれた。享年は54。楊素は王頍の遺体を手に入れると、斬首して太原にさらした。著書に『五経大義』30巻、『文集』10巻があったが、兵乱のために散逸した。

## 伝記資料
- 『隋書』巻76 列伝第41
- 『北史』巻84 列伝第72